# Njarðvík
Njarðvík is een stad in het zuidwesten van IJsland op het schiereiland Reykjanes met 4.398 inwoners (2009). Njarðvík vormt sinds 1994 samen met Keflavík en Hafnir de gemeente Reykjanesbær, nadat de inwoners van deze plaatsen zich in een referendum voor een fusie hadden uitgesproken. 
Njarðvík bestaat uit twee delen: Innri-Njarðvík en Ytri-Njarðvík, dat vrijwel met Keflavík vergroeid is. In het oudere stadsdeel staat de Innri-Njarðvíkurkirkja, een stenen kerk uit 1886.

## Geboren
- Sveinbjörn Egilsson (1791-1852), dichter, leraar en theoloog